# Assunzione della Vergine (Tintoretto chiesa di Santa Maria Assunta detta I Gesuiti)
L'Assunzione della Vergine è un dipinto del pittore veneziano Tintoretto realizzato nel 1555 circa, e conservato nella Chiesa di Santa Maria Assunta detta I Gesuiti a Venezia.

## Descrizione e stile
Il dipinto proviene dalla preesistente Chiesa di Santa Maria dei Crociferi dov'era presente anche la Presentazione di Gesù al Tempio ora alle Gallerie dell'Accademia. Il soggetto del dipinto è l'Assunzione di Maria. Maria Vergine è raffigurata protesa verso il cielo, sostenuta da due angeli e attorniata da una moltitudine di angioletti. 
A terra gli apostoli assistono in atteggiamento adorante e di costernato stupore attorno alla tomba. Attorno all'urna, quasi un altare ornato da un bassorilievo, sono sparsi arredi sacri: una candela accesa, un aspersorio, dei libri e un turibolo. Questo ulteriore richiamo spirituale è voluto per dare al devoto la speranza di essere assunto in cielo.
La composizione ha uno stile coloristico simile al Veronese.

## Critici d'arte
Carlo Ridolfi analizza così: